# Nadine De Sloovere
Nadine Yvonne Raymonde De Sloovere (Gent, 24 april 1949) is een voormalig Belgische radiopresentatrice, tv-omroepster en journalist. Momenteel is ze gepensioneerd.
Ze was jarenlang omroepster bij de Belgische Radio- en Televisieomroep (1969-1988), maar stapte bij de oprichting van VTM over naar de commerciële zender, waar ze van 1989 tot 1998 onder meer het nieuws presenteerde. Daarnaast presenteerde ze bij de Vlaamse openbare radio-omroep ook diverse radio- en televisieprogramma's. Nadat ze zich had teruggetrokken uit de Vlaamse mediawereld, begon ze een geschenkenwinkel in Oostende. 
Daarnaast was ze ook actief als gemeenteraadslid voor de CD&V en zetelde ze in de raad van bestuur van Ethias. In 2006 verliet ze de gemeentepolitiek. Ze woont in Oostende, is gehuwd met Luc Blanckaert en heeft twee zonen.